# Lavochkin La-150
Lavochkin La-150 là một máy bay được thiết kế chế tạo theo yêu cầu của Joseph Stalin vào tháng 2-1945, về một loại máy bay tiêm kích phản lực một chỗ sử dụng động cơ phản lực turbo Junkers Jumo 004B.

## Phát triển
La-150 có đặc điểm pod-and-boom để phân biệt với một thiết kế cánh đặt trên phần cao của thân máy bay. Giống như các thiết kế cạnh tranh từ phòng thiết kế Mikoyan-Gurevich và Yakovlev, La-150 cũng được chỉ thị trở thành máy bay nguyên mẫu/pre-series, nguyên mẫu đầu tiên bay vào tháng 9 năm 1946, nó được trang bị một động cơ của Liên Xô chế tạo theo kiểu của động cơ Jumo, loại động cơ RD-10 nặng 900 kg. Chỉ có một trong số các máy bay tiêm kích phản lực thế hệ đầu tiên của Liên Xô có bộ bánh đáp đặt ở thân, đó là La-150, nó có phần nào đó nổi bật với các kết cấu khá phức tạp, nó rất linh hoạt, nhưng cấu trúc nặng hơn so với Yak-15 và do đó hệ quả là thiếu sức mạnh từ động cơ. Hiệu ứng góc nhị diện quá lớn là kết quả từ vị trí cánh, điều này đã được sửa lại trên nguyên mẫu thứ hai bằng cách thiết kế cho đầu cánh chúi xuống, nhưng dao động quá mạnh của bề mặt đuôi ở tốc độ cao là do thiết kế cánh không đủ độ cứng. La-150 được vũ trang bằng 2 khẩu pháo 23mm NS-23. Cuối cùng chỉ có 5 chiếc nguyên mẫu được chế tạo và dự án này nhanh chóng bị lãng quên, lần đầu tiên La-150 được xuất hiện trước công chúng là vào Ngày Hàng không Xô viết 8 tháng 3 năm 1947 tại Tushino.

## Thông số kỹ thuật (La-150)

La-150

### Đặc điểm riêng
- Phi đoàn: 1
- Chiều dài: 9.42 m (30 ft 11 in)
- Sải cánh: 8.20 m (26 ft 11 in)
- Chiều cao: n/a
- Diện tích cánh: 12.15 m² (130.7 ft²)
- Trọng lượng rỗng: 2.059 kg (4.530 lb)
- Trọng lượng cất cánh: 2.961 kg (6.514 lb)
- Trọng lượng cất cánh tối đa: n/a
- Động cơ: 1× động cơ phản lực RD-10, 8.8 kN (1.980 lbf)

### Hiệu suất bay
- Vận tốc cực đại: 805 km/h (431 knots, 497 mph)
- Tầm bay: 500 km (270 nm, 308 mi)
- Trần bay: 12.500 m
- Vận tốc lên cao: n/a
- Lực nâng của cánh: 244 kg/m²
- Lực đẩy/trọng lượng: 0.303

### Vũ khí
- 2 × pháo 23 mm NS-23

## Nội dung liên quan

### Máy bay có tính năng tương đương
- Mikoyan-Gurevich MiG-9
- Yakovlev Yak-15
- Sukhoi Su-9